# Michal nad Žitavou
Michal nad Žitavou é um município da Eslováquia, situado no distrito de Nové Zámky, na região de Nitra. Tem 8,19 km² de área e sua população em 2018 foi estimada em 662 habitantes.

## Demografia
| Ano:        | 1994 | 2004   | 2014   | 2024   |
| ----------- | ---- | ------ | ------ | ------ |
| Broj ljudi: | 684  | 697    | 665    | 683    |
| Razlika:    |      | +1,90% | -4,59% | +2,70% |

| Ano:               | 2023 | 2024   |
| ------------------ | ---- | ------ |
| Número de pessoas: | 681  | 683    |
| Diferença:         |      | +0,29% |